# Medaglia per il giubileo dei 30 anni della vittoria della grande guerra patriottica del 1941-1945
La medaglia per il giubileo dei 30 anni della vittoria della grande guerra patriottica del 1941-1945 è stata un premio statale dell'Unione Sovietica.

## Storia
La medaglia venne istituita il 25 aprile 1975.

## Assegnazione
La medaglia veniva assegnata a tutti i membri del personale militare e civile che avesse preso parte alla seconda guerra mondiale o che avesse ricevuto la medaglia per la vittoria sulla Germania nella grande guerra patriottica 1941-1945 oppure la medaglia per la vittoria sul Giappone oppure la medaglia al merito del lavoro durante la grande guerra patriottica del 1941-1945.

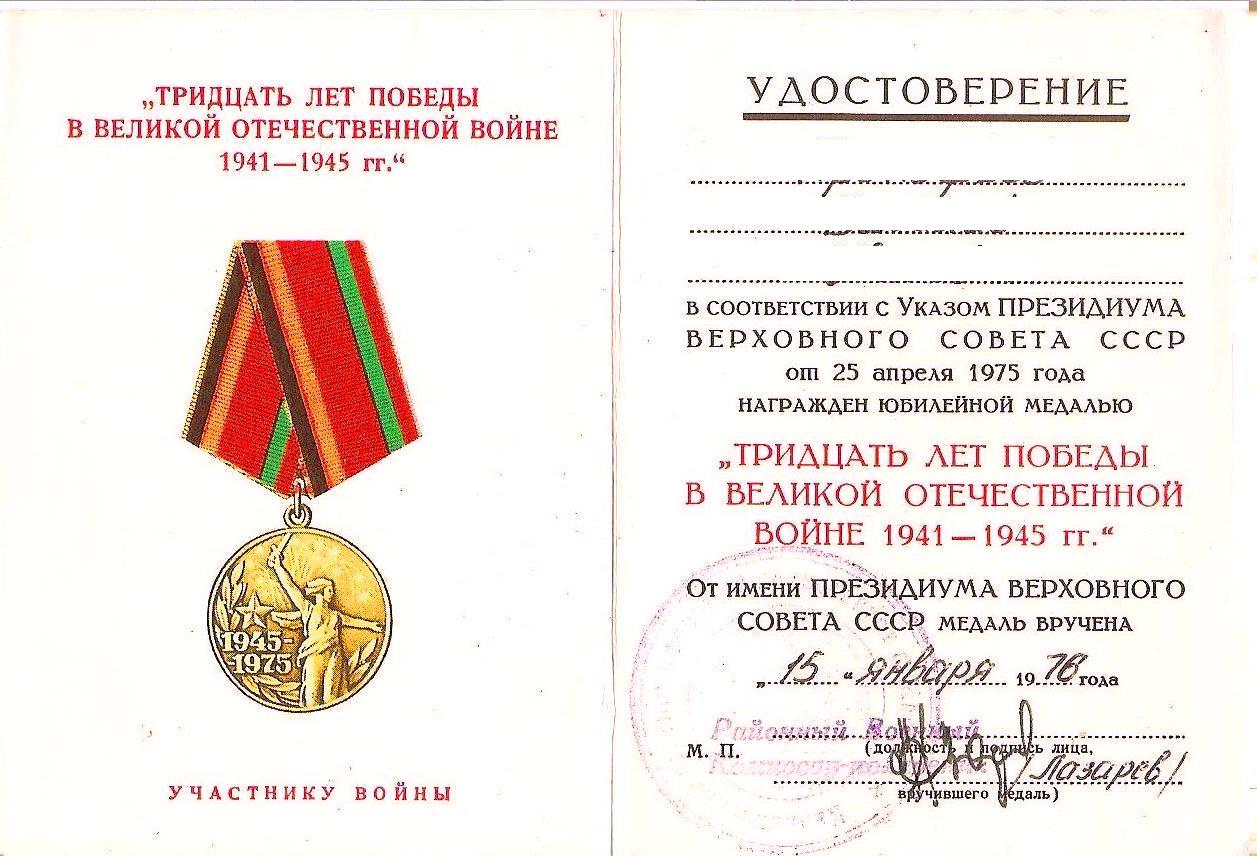
Documento di attestazione

## Insegne
- La medaglia era di ottone. Il dritto raffigurava la statua La Madre Patria chiama! con sullo sfondo dei fuochi d'artificio, a sinistra un ramo di alloro con sovrapposte "1945" e "1975" sotto una stella a cinque punte. Sul rovescio, lungo la circonferenza superiore vi era la scritta "PARTECIPANTE ALLA GUERRA" (Russo: «УЧАСТНИКУ ВОЙНЫ») oppure "PARTECIPANTE AL LAVORO VALENTE" (Russo: «УЧАСТНИКУ ТРУДОВОГО ФРОНТА), al centro vi era la scritta su sette righe "TRENTA ANNI DELLA VITTORIA NELLA GRANDE GUERRA PATRIOTTICA DEL 1941-1945" (Russo: «ХХХ лет Победы в Великой Отечественной войне 1941—1945 гг.»)
- Il nastro era arancione con a sinistra il bordo nero e con a destra una larga striscia rosso caricata di una striscia grigia.